# Ian Bostridge
Ian Bostridge   (Wandsworth, 25 de desembre de 1964) és un tenor anglès, molt conegut per les seves interpretacions com a cantant d'òpera i lieder.

## Adolescència i educació
Bostridge va néixer a Londres, fill de Leslie Bostridge i Lillian (nascuda Clark). El seu pare era agrimensor agregat. Bostridge és besnet del porter del Tottenham Hotspur de principis del segle xx, John "Tiny" Joyce.
Va ser becari de la reina a l'escola Westminster. Va assistir al Saint John's College (Oxford), on va obtenir una Primera en història moderna i al "St John's College", Cambridge, on va rebre un M.Phil. en la història i la filosofia de la ciència. Va rebre el seu D.Phil. d'Oxford el 1990, sobre la importància de la bruixeria en la vida pública anglesa del 1650 al 1750, supervisat per Keith Thomas. Va treballar durant dos anys en temes d'actualitat televisiva i documentals a Londres abans de convertir-se en un acadèmic britànic becari post-doctoral al "Corpus Christi College", d'Oxford, ensenyant teoria política i història britànica del segle xviii. Es va convertir en cantant a temps complet el 1995, als 30 anys. El seu llibre Bruixeria i les seves transformacions, c. 1650–1750 es va publicar com a monografia històrica d'Oxford el 1997. Aquesta - "la més sofisticada i original de totes les històries recents de la demonologia moderna primitiva" segons el professor Stuart Clark ("Bruixeria i màgia a Europa" volum 4, p139, 2002, - ha estat un treball influent en l'estudi de la pre-Il·lustració. "Aconsegueix la més rara de les gestes del món acadèmic: prendre un tema ben desgastat i assegurar-se que mai no es mirarà del tot de la mateixa manera "(Noel Malcolm, TLS). El 1991 va guanyar el Premi de la Federació Nacional de Societats Musicals i des del 1992 va rebre el suport del "Young Concert Artists Trust".

## Carrera
Bostridge va començar a cantar professionalment només als 27 anys. Va debutar a "Wigmore Hall" el 1993, debutar a Purcell Room (un aclamat Winterreise) i debutar al Festival Aldeburgh el 1994. El 1995 va oferir el seu primer recital en solitari al "Wigmore Hall" (guanyador del Premi al debut de la Royal Philharmonic Society). Va donar recitals a Lió, Colònia, Londres i als festivals d'Aldeburgh, Cheltenham i Edimburg el 1996 i a l'"Alte Oper" de Frankfurt el 1997.
A la plataforma del concert, ha aparegut amb l'Orquestra Simfònica de Londres amb Sir Colin Davis i Mstislav Rostropovich, l'Orquestra de Cambra d'Escòcia amb Sir Charles Mackerras i la Simfonia de la Ciutat de Birmingham i la Filharmònica de Berlín amb Sir Simon Rattle.
El seu primer enregistrament en solitari va ser per a "Hyperion Records", un recital de la cançó de Britten, The Red Cockatoo amb Graham Johnson. El seu posterior enregistrament de Die schöne Müllerin a l'edició Franz Schubert d'"Hyperion" va guanyar el "Gramophone's Solo Vocal Award" del 1996. Va guanyar el premi de nou el 1998 per l'enregistrament dels lieders de Robert Schumann amb el seu col·laborador habitual, el pianista Julius Drake i de nou el 2003, per Myrthen de Schumann i duets amb Dorothea Röschmann i Graham Johnson, com a part de l'edició Hyperion Schumann.
Artista exclusiu d'EMI Classics des del 1996, ha estat 15 vegades nominat als premis Grammy i 3 vegades guanyador. Els seus CD han guanyat tots els premis discogràfics més importants, inclosos Grammy, Edison, Japanese Recording Academy, Brit, South Bank Show Award, Diapason d'Or de l'Année, Choc de l'Année, Echo Klassik i Deutsche Schallplattenpreis. El seu enregistrament de "Die Forelle" de Schubert amb Julius Drake forma part de la banda sonora de la pel·lícula del 2011 Sherlock Holmes: A Game of Shadows (Sherlock Holmes: Un joc d'ombres. El seu àlbum de Shakespeare Song per a Warner Classics va guanyar el premi Grammy 2017 i el premi Echo Klassik a la veu solista.
Bostridge va fer el seu debut operístic el 1994, amb 29 anys, com a Lysander a El somni d'una nit d'estiu amb "Opera Australia" al Festival d'Edimburg, dirigit per Baz Luhrmann. El 1996 va debutar amb l'Opera Nacional Anglesa cantant el seu primer Tamino (La flauta màgica). El 1997, va cantar Quint a la nova producció de Deborah Warner de The Turn of the Screw amb Sir Colin Davis per a la Royal Opera House. Ha enregistrat Flute (El somni d'una nit d'estiu de Britten) amb Sir Colin Davis per a Philips Classics; Belmonte (Die Entführung aus dem Serail) amb William Christie per Erato; Tom Rakewell (The Rake's Progress) de John Eliot Gardiner per Deutsche Grammophon (premi Grammy); i Captain Vere (Billy Budd) (premi Grammy) amb Daniel Harding. El 2007 va aparèixer a l'ENO en el paper d'Aschenbach a Death in Venice (Britten), en una producció de Deborah Warner.

## 1997–1999
El 1997 es va fer una pel·lícula de Schubert Viatge d'hivern per al Canal 4, dirigida per David Alden; ha estat objecte d'un documental de perfil de South Bank Show a ITV i ha presentat la pel·lícula de la BBC 4 The Diary of One Who Disappeared sobre el compositor txec Leoš Janáček.
```
Ha escrit sobre música per a "The New York Review of Books, The Guardian, The Times Literary Supplement, Opernwelt, BBC Music Magazine, Opera Now i The Independent".
```

Els compromisos posteriors van incloure recitals a París, Estocolm, Lisboa, Brussel·les, Amsterdam i el Konzerthaus de Viena. A Amèrica del Nord va aparèixer en recitals a la ciutat de Nova York a la col·lecció Frick el 1998 i l'"Alice Tully Hall" el 1999 i va debutar al Carnegie Hall amb Sir Neville Marriner. També el 1998 va cantar Vasek en una nova producció de Prodaná nevěsta (La núvia venuda) amb Bernard Haitink per a la Royal Opera i va debutar al Festival de Múnic com Nerone (L'incoronazione di Poppea) i al recital ("Winterreise" al Teatre Cuvilliés). El 1999 va debutar amb la Filharmònica de Viena amb Sir Roger Norrington. Treballa regularment amb els pianistes Julius Drake, Graham Johnson, Mitsuko Uchida, el compositor Thomas Adès i el director musical de Covent Garden, Antonio Pappano. Altres companys del piano han estat Leif Ove Andsnes, Håvard Gimse, Saskia Giorgini, Igor Levit i Lars Vogt.

## Des de 2000
A l'estiu del 2000, Bostridge va pronunciar la cinquena conferència anual del Festival de la Universitat d'Edimburg titulada "Música i màgia".
El 2004, Bostridge va ser nomenat CBE pels seus serveis a la música. És membre de l'honor RAM, membre honorari del "Corpus Christi College", del "St John's College" i del "Wolfson College d'Oxford", i va rebre un doctorat honoris causa per la Universitat de St Andrews el 2003.
Va pronunciar la conferència inaugural de Nicholas Breakspear, "Actituds clàssiques: llatí i música a través dels temps" a la Universitat de Trondheim el 2015; i la conferència anual de BIRTHA, "Humanity in Song: Schubert's Winter Journey" a la Universitat de Bristol el mateix any. Va pronunciar la conferència Lincoln Kirstein, "Cançó i dansa", a la Universitat de Nova York el 2016. Impartirà les conferències familiars de Berlín a la Universitat de Chicago l'abril de 2021, que seran publicades posteriorment per la Universitat de Chicago Press.
Bostridge va tenir la seva pròpia sèrie Perspectives durant un any al Carnegie Hall el 2005/6 i una residència de dotze mesos al Barbican el 2008, "Homeward Bound". Ha tingut una temporada de Carte Blanche al Concertgebouw i altres residències artístiques a Luxemburg, Hamburg, la Schubertiade Schwarzenberg i el Wigmore Hall.
El 11 novembre 2009 Bostridge va cantar lAgnus Dei del War Requiem de Benjamin Britten, a el servei del Dia de l'Armistici a l'Abadia de Westminster. S'utilitzen les paraules del poeta de guerra Wilfred Owen "A un calvari prop de l'Ancre". El servei va suposar la pèrdua de la generació de la Primera Guerra Mundial, els darrers membres de la qual van morir a principis del mateix any. Bostridge va interpretar les quatre cançons de Walt Whitman contra la guerra de Kurt Weill el 2014. També té una llarga història amb la direcció i interpretació de "The Threepenny Opera".
El 2013 va actuar com a part del festival centenari Barbican Britten a Londres i va publicar un nou enregistrament del Rèquiem de guerra del compositor.

Bostridge va ser durant un temps el columnista musical de la revista Standpoint, la publicació mensual llançada el 2008 "per celebrar la civilització occidental"; continua formant part del consell assessor de la revista. És ambaixador de música juvenil, patró del Music Libraries Trust i del concert "Macmillan Cancer Support Guards Chapel Carol Concert".
Una col·lecció dels seus escrits sobre música, "A Singer's Notebook", va ser publicada per Faber i Faber el setembre del 2011. Va ser descrita pel filòsof Michael Tanner, a la BBC Music Magazine: "Un llibre sempre apassionat, educat, urbà i apassionat, un cop obert no és probable que estigui tancat fins que no ho hàgiu llegit tot".
El seu llibre Schubert's Winter Journey: Anatomy of a Obsession va ser publicat per Faber i Faber al Regne Unit i per Knopf als EUA el gener de 2015. Es publicarà en alemany, finès, holandès, coreà, japonès, italià, suec, polonès, Edicions mandarí, xinès, francès, rus i espanyol simplificades. Va guanyar el Premi Duff Cooper de no ficció el 2015. Va guanyar el "Prix Littéraire des Musiciens" el 2018 i va ser nomenat el millor llibre de música de l'any al "Prix de la Critique" 2017/18 (Association Professionelle de la Critique de Théâtre, Musique et Danse). Va guanyar el "Grand Prix France Musique des Muses" el 2019.
Va ser professor Humanitas de música i educació clàssica la Universitat d'Oxford, 2014–15. A partir d'octubre de 2020 serà professor visitant a l'"Hochschule" de música i teatre de Múnic.

## Vida personal
El 1992, Bostridge es va casar amb l'escriptora i editora Lucasta Miller, i tenen un fill i una filla. El seu germà és el biògraf i crític Mark Bostridge.
Enumera les seves aficions com llegir, cuinar i mirar imatges.